# 舍书乡
舍书乡，是中华人民共和国甘肃省陇南市文县下辖的一个乡镇级行政单位。

## 行政区划
舍书乡下辖以下地区：
红岩村、板石村、赵家堡村、黄瓦村、坪湾村、扎多山村、茹家村、许家坝村、山里坪村和糜地场村。